# Ten Cents a Dance (pel·lícula de 1931)
Ten Cents a Dance és una pel·lícula de drama romàntic estatunidenca de 1931 dirigida per Lionel Barrymore i protagonitzada per Barbara Stanwyck com una ballarina casada que s'enamora d'un dels seus clients. La pel·lícula es va inspirar en la popular cançó del mateix nom, que es canta sobre la seqüència del títol. D'aqueta pel·lícula es va fer en una versió en castellà, titulada, Carne de cabaret, dirigida per Christy Cabanne i protagonitzada per Lupita Tovar, Ramón Pereda i René Cardona.

## Argument
Una bella ballarina de carrer anomenada Barbara O'Neill treballa en una sala de ball de la ciutat de Nova York anomenada Palais de Dance. Un dels mecenes rics de la sala de ball, en Bradley Carlton, arriba a la sala i li dona a Barbara 100 dòlars. Preocupada pel seu amic i veí que està a l'atur, Eddie Miller, la Barbara demana a en Bradley que li doni feina, i ell accepta.
Quan la Bàrbara arriba a casa, l'Eddie està fent les maletes; ja no es pot permetre pagar el lloguer. La Barbara li dona els 100 dòlars que va rebre d'en Bradley i li explica la seva nova feina. Més tard, l'Eddie i la Barbara es troben al parc i s'adonen que estan enamorats. L'endemà a la nit a la sala de ball, la Barbara rep un regal d'un vestit nou, però està decebut quan veu que l'ha enviat en Bradley. L'Eddie arriba a la sala de ball i demana a la Barbara que es casi amb ell. La Barbara accepta la seva proposta i aviat deixa la seva feina.
Cinc mesos després, Eddie es troba amb el seu amic Ralph i la seva germana Nancy, i no els diu que ara està casat. Juguen a cartes junts i l'Eddie perd diners, cosa que amaga a la Barbara. Afirma estar en una convenció, però de fet coneix una dona, la Nancy. Mentrestant, la Barbara torna a treballar a la sala de ball, on veu en Bradley de tant en tant.

## Repartiment
- Barbara Stanwyck com Barbara O'Neill
- Ricardo Cortez com Bradley Carlton
- Monroe Owsley com Eddie Miller
- Sally Blane com Molly
- Blanche Friderici com Mrs Blanchard
- Martha Sleeper com Nancy Clark
- David Newell com Ralph Sheridan
- Victor Potel com Smith
- Sidney Bracey com Wilson
- Abe Lyman i la seva orquestra
- Aggie Herring com Mrs Carney
- Harry Todd com Mr Carney
- Phyllis Crane com Eunice
- Olive Tell com Mrs Carlton
- Al Hill com Jones
- Pat Harmon com Casey